# Acacia anegadensis
Acacia anegadensis är en ärtväxtart som beskrevs av Nathaniel Lord Britton. Acacia anegadensis ingår i släktet akacior, och familjen ärtväxter. IUCN kategoriserar arten globalt som akut hotad. Inga underarter finns listade i Catalogue of Life.